# Роберто Лаго
Роберто Лаго (ісп. Roberto Lago, нар. 30 серпня 1985, Віго) — іспанський футболіст, що грав на позиції захисника. Виступав, зокрема, за клуб «Сельта Віго».

## Ігрова кар'єра
Народився 30 серпня 1985 року в місті Віго. Вихованець футбольної школи клубу «Сельта Віго».
У дорослому футболі дебютував 2004 року виступами за команду «Сельта Б», в якій провів три сезони, взявши участь у 84 матчах чемпіонату. 
Своєю грою за цю команду привернув увагу представників тренерського штабу клубу «Сельта Віго», до складу якого приєднався 2007 року. Відіграв за клуб з Віго наступні шість сезонів своєї ігрової кар'єри. Більшість часу, проведеного у складі «Сельти», був основним гравцем захисту команди.
Протягом 2013—2016 років захищав кольори клубу «Хетафе».
Завершив ігрову кар'єру у команді АПОЕЛ, за яку виступав протягом 2016—2018 років, ставши дворазовим чемпіоном Кіпру.

## Виступи за збірні
У 2006–2008 роках провів три товариські матчі за збірну Галісії проти збірних Еквадору, Камеруну та Ірану.

## Статистика виступів

### Статистика клубних виступів
| Сезон                   | Команда                 | Чемпіонат               | Чемпіонат | Чемпіонат | Національний кубок | Національний кубок | Національний кубок | Континентальні кубки | Континентальні кубки | Континентальні кубки | Інші змагання | Інші змагання | Інші змагання | Усього | Усього |
| Сезон                   | Команда                 | Ліга                    | Ігор      | Голів     | Ліга               | Ігор               | Голів              | Ліга                 | Ігор                 | Голів                | Ліга          | Ігор          | Голів         | Ігор   | Голів  |
| ----------------------- | ----------------------- | ----------------------- | --------- | --------- | ------------------ | ------------------ | ------------------ | -------------------- | -------------------- | -------------------- | ------------- | ------------- | ------------- | ------ | ------ |
| 2003–04                 | «Сельта Б»              | СДБ                     | 2+1       | 0         | -                  | -                  | -                  | -                    | -                    | -                    | -             | -             | -             | 3      | 0      |
| 2004–05                 | «Сельта Б»              | СДБ                     | 21        | 2         | -                  | -                  | -                  | -                    | -                    | -                    | -             | -             | -             | 21     | 2      |
| 2005–06                 | «Сельта Б»              | СДБ                     | 32        | 2         | -                  | -                  | -                  | -                    | -                    | -                    | -             | -             | -             | 32     | 2      |
| 2006–07                 | «Сельта Б»              | СДБ                     | 29        | 0         | -                  | -                  | -                  | -                    | -                    | -                    | -             | -             | -             | 29     | 0      |
| Усього за «Сельта Б»    | Усього за «Сельта Б»    | Усього за «Сельта Б»    | 84+1      | 4         |                    | -                  | -                  |                      | -                    | -                    |               | -             | -             | 85     | 4      |
| 2007–08                 | «Сельта Віго»           | СД                      | 33        | 1         | КІ                 | 1                  | 0                  | -                    | -                    | -                    | -             | -             | -             | 34     | 1      |
| 2008–09                 | «Сельта Віго»           | СД                      | 24        | 0         | КІ                 | 2                  | 1                  | -                    | -                    | -                    | -             | -             | -             | 26     | 1      |
| 2009–10                 | «Сельта Віго»           | СД                      | 32        | 1         | КІ                 | 5                  | 1                  | -                    | -                    | -                    | -             | -             | -             | 37     | 1      |
| 2010–11                 | «Сельта Віго»           | СД                      | 35+2      | 3         | КІ                 | 0                  | 0                  | -                    | -                    | -                    | -             | -             | -             | 37     | 3      |
| 2011–12                 | «Сельта Віго»           | СД                      | 35        | 1         | КІ                 | 3                  | 0                  | -                    | -                    | -                    | -             | -             | -             | 38     | 1      |
| 2012–13                 | «Сельта Віго»           | ПД                      | 34        | 0         | КІ                 | 3                  | 1                  | -                    | -                    | -                    | -             | -             | -             | 37     | 1      |
| Усього за «Сельта Віго» | Усього за «Сельта Віго» | Усього за «Сельта Віго» | 193+2     | 6         |                    | 14                 | 3                  |                      | -                    | -                    |               | -             | -             | 209    | 9      |
| 2013–14                 | «Хетафе»                | ПД                      | 19        | 0         | КІ                 | 2                  | 0                  | -                    | -                    | -                    | -             | -             | -             | 21     | 0      |
| 2014–15                 | «Хетафе»                | ПД                      | 16        | 0         | КІ                 | 3                  | 0                  | -                    | -                    | -                    | -             | -             | -             | 19     | 0      |
| 2015–16                 | «Хетафе»                | ПД                      | 17        | 0         | КІ                 | 0                  | 0                  | -                    | -                    | -                    | -             | -             | -             | 17     | 0      |
| Усього за «Хетафе»      | Усього за «Хетафе»      | Усього за «Хетафе»      | 52        | 0         |                    | 5                  | 0                  |                      | -                    | -                    |               | -             | -             | 57     | 0      |
| 2016–17                 | АПОЕЛ                   | ЧК                      | 9+8       | 0         | КК                 | 4                  | 0                  | ЛЧ+ЛЄ                | 0+7                  | 0                    | СкК           | 0             | 0             | 28     | 0      |
| 2017–18                 | АПОЕЛ                   | ЧК                      | 3         | 0         | КК                 | 0                  | 0                  | ЛЧ                   | 9                    | 0                    | СкК           | 0             | 0             | 12     | 0      |
| Усього за АПОЕЛ         | Усього за АПОЕЛ         | Усього за АПОЕЛ         | 12+8      | 0         |                    | 4                  | 0                  |                      | 16                   | 0                    |               | 0             | 0             | 40     | 0      |
| Усього за кар'єру       | Усього за кар'єру       | Усього за кар'єру       | 352       | 10        |                    | 23                 | 3                  |                      | 16                   | 0                    |               | 0             | 0             | 391    | 13     |

## Титули і досягнення
- Чемпіон Кіпру (2):

АПОЕЛ: 2016/17, 2017/18